# Comité Paralímpico Internacional
El Comité Paralímpico Internacional (CPI; en inglés: International Paralympic Committee, IPC) es el órgano de gobierno mundial del Movimiento Paralímpico. Entre sus objetivos figuran la organización, la coordinación y la supervisión de los Juegos Paralímpicos de Verano y de invierno. Ambos eventos deportivos coinciden con la celebración de los Juegos Olímpicos. Además, también desempeña el papel de federación internacional para nueve deportes y supervisa y coordina diversos campeonatos del mundo y competiciones internacionales.
Fundado el 22 de septiembre de 1989, el Comité Paralímpico Internacional tiene su sede en Bonn, Alemania. Sus órganos de gobierno están conformados por la Asamblea General (máxima autoridad en la toma de decisiones), un Consejo de Administración (órgano ejecutivo), un equipo de gestión y varios Comités Permanentes y Consejos.

## Historia
La historia del Movimiento paralímpico se remonta a 1888, año en el que surgieron en Berlín los primeros clubes deportivos para personas sordas. No fue hasta después de la Segunda Guerra Mundial cuando el Movimiento Paralímpico empezó a desarrollarse plenamente. El objetivo que perseguía pasaba por atender al gran número de veteranos de guerra y civiles que habían sido heridos durante el conflicto bélico.
En 1944, a petición del gobierno del Reino Unido, el Doctor Ludwig Guttmann abrió un centro de lesiones de médula en el Hospital de Stoke Mandeville. Allí evolucionó el deporte de rehabilitación y pasó a tener un ánimo más recreativo para, posteriormente, convertirse en una competición deportiva. El 29 de julio de 1948, día de la ceremonia inaugural de los Juegos Olímpicos de Londres 1948, Guttmann organizó la primera competición para atletas en silla de ruedas, que bautizó con el nombre de "Juegos de Stoke Mandeville". En los mismos participaron 16 hombres y mujeres militares que compitieron en la modalidad de tiro con arco. Más tarde, en 1952, antiguos militares holandeses se unieron al Movimiento Paralímpico y se fundaron los "Juegos Internacionales de Stoke Mandeville".
Estos juegos fueron el embrión de los Juegos Paralímpicos, que tuvieron lugar por primera vez en 1960 en Juegos Paralímpicos de Roma 1960, Italia y en los que participaron 400 atletas de 23 países. Desde entonces se realizaron cada cuatro años sin interrupciones: Tokio 1964, Tel-Aviv 1968, Heidelberg 1972, Toronto 1976, Arnhem 1980, Nueva York 1984 y Seúl 1988. 
Por su parte, en 1976 se celebraron los primeros Juegos Paralímpicos de Invierno en Suecia que, al igual que los juegos de verano, han tenido lugar cada cuatro años.
A partir de los Juegos Olímpicos de Seúl 1988, y de los Juegos Olímpicos de Albertville 1992, Francia, los Juegos Paralímpicos de verano e invierno han tenido lugar en las mismas ciudades y lugares que los Juegos Olímpicos como consecuencia de un acuerdo alcanzado entre el Comité Paralímpico Internacional y el Comité Olímpico Internacional.
El 22 de septiembre de 1989 se fundó oficialmente en Düsseldorf, Alemania, el Comité Internacional como una organización sin ánimo de lucro. Su primera acción de relevancia fue la organización de los Juegos Paralímpicos de Barcelona 1992. Desde entonces se realizaron Atlanta 1996, Sídney 2000, Atenas 2004, Pekín 2008, Londres 2012, Río de Janeiro 2016, Tokio 2021 y París 2024. La próxima edición serán los Juegos Paralímpicos de Los Ángeles en el año 2028.
Desde 1988 se realizan adicionalmente los Juegos Olímpicos de Invierno. Estos se han desarrollado en Innsbruck 1988, Albertville 1992, Lillehammer 1994, Nagano 1998, Salt Lake City 2002, Turín 2006, Vancouver 2010, Sochi 2014, Pyeongchang 2018 y Pekín 2022. La próxima edición de los Juegos Paralímpicos de Invierno será en Milan-Cortina d'Ampezzo 2026.

## Presidentes
| Imagen | Nombre            | País        | Periodo       |
| ------ | ----------------- | ----------- | ------------- |
|        | Robert Steadward  | Canadá      | 1989–2001     |
|        | Sir Philip Craven | Reino Unido | 2001–2017     |
|        | Andrew Parsons    | Brasil      | 2017–presente |

## Órganos
El Comité Paralímpico está dirigido por una Asamblea General integrada por diferentes categorías de miembros:
- Federaciones nacionales: las asociaciones representativas del deporte del personas con discapacidades en cada nación, preferentemente organizadas a su vez en "comités paralímpicos" por país;
- Federaciones internacionales especializadas: cinco federaciones internacionales específicas:
  - Federación Internacional de Deportes para Ciegos (IBSA)
  - Asociación Internacional para la Recreación y el Deporte de las Personas con Parálisis Cerebral (CPISRA)
  - Federación Internacional de Deportes para Personas con Discapacidad Intelectual (INAS-FID)
  - Federación Internacional de Deportes en Silla de Ruedas Stoke Mandeville (ISMWSF)
  - Organización Internacional de Deportes para Discapacitados (ISOD)
- Comités por deporte: existen 26 comités internacionales por deporte, que tienen voz y voto en la Asamblea General.

La Junta de Gobierno del IPC está formada por 12 miembros, incluidos el presidente y el vicepresidente del IPC.

## Salón de la Fama
El CPI organiza un salón de la Fama, al cual han sido integradas las siguientes personas:
- 2006:  Jouko Grip,  Ulla Renvall,  Annemie Schneider.
- 2008:  Connie Hansen,  Claudia Hengst,  Peter Homann,  André Viger,  Kevin McIntosh (entrenador).
- 2010:  Tanja Kari,  Chris Waddell,  Rolf Hettich (entrenador).
- 2012:  Louise Sauvage,  Trischa Zorn-Hudson,  Roberto Marson,  Frank Ponta,  Chris Holmes.
- 2014:  Jon Kreamelmeyer,  Eric Villalón Fuentes,  Verena Bentele.